# Lista de municípios de Mato Grosso do Sul

Divisão política de Mato Grosso do Sul em municípios

Esta é uma lista dos 79 municípios do estado de Mato Grosso do Sul.
O governo de cada município é responsável por lidar com os deveres a nível local. A administração do município é conduzida por um prefeito e uma Câmara de Vereadores.
Destes, somente cinco são atravessados pelo trópico de Capricórnio, sendo 6,33% do total: Amambaí, Coronel Sapucaia, Iguatemi, Itaquiraí e Naviraí.

## História
O primeiro núcleo urbano fundado na região sul de Mato Grosso (atual Mato Grosso do Sul) foi o Arraial de Nossa Senhora da Conceição de Albuquerque (Albuquerque Velho e posteriormente Corumbá), em 21 de setembro de 1778, de acordo com a Lei provincial n.º 12.
Ano do nascimento de Nosso Senhor Jesus Cristo de mil setecentos e setenta e oito aos vinte e um dias do mês de setembro do dito ano nesta povoação de Albuquerque situada na margem ocidental do rio Paraguai em um assento de terra que decorre para o rio abaixo, e dista a mesma formalidade uma légua pouco mais ou menos aonde o sargento Mor comandante Marcelino Roiz Camponez em observância das ordens do Ilmo. e Exmo. Sr. Luiz de Albuquerque de Mello Pereira e Cáceres, governador e capitão mór das capitanias de Mato Grosso e Cuiabá, tendo consigo o capitão mor das Conquistas João Leme do Prado e as pessoas abaixo nomeadas e assinadas e o dito sargento mór comandante tomou posse para a Coroa de Portugal mandando levantar uma cruz de pau de lei, limpar terreiro, fazer quartel e acender fogo, caçar nos matos vizinhos, pescar no rio e passear de uma e outra parte do dito terreno dizendo em vozes altas, primeira, segunda e terceira vez: ‘viva el Rei de Portugal’; cujas palavras em igual voz todos os circunstantes repetimos outras tantas vezes. E para de tudo constar aos vindouros mandou ele dito sargento mór comandante fazer este auto que assinou adjunto o capitão mór das Conquistas com os assistentes o alferes dos granadeiros Salvador Roiz de Siqueira, o sarg. da ordenança Manoel Pereira da Silva e os soldados dragões Manoel Jose Correa, Joseph Joaquim de Almeida, Manoel Barbosa e o sargento da Companhia de Pedestres Alexandre Ferreira Neto: Jose Fontoura de Oliveira, que o escrevi e assinei nesta povoação de Albuquerque aos vinte e um dias do mês de setembro de 1778.
A Lei Provincial n° 07, de 12 de agosto de 1835, estabelecia que fosse criada uma colônia entre as nascentes dos Rios Sucuriu, Taquari e Piquiri,que deveria ser habitada pelos índios da Nação Caiapó que haviam emigrado da província de Goyaz, e, também criava, na referida colônia, a freguesia de Dom Pedro Segundo. Com a Lei Provincial nº 11, de 26 de agosto de 1835, foram elevadas à categoria de freguesias (o equivalente ao distrito atual), as capelas de Nossa Senhora da Conceição de Albuquerque (Albuquerque Novo (atual distrito de Albuquerque) - Corumbá) e Nossa Senhora do Carmo de Miranda (Miranda), bem como as capelas de Santo Antonio do Rio Cuiabá Abaixo (Santo Antônio do Leverger) e de Nossa Senhora do Livramento, ambas localizadas no atual Mato Grosso. 
No ano de 1838, através da Lei Provincial n° 4 de 19 de abril de 1838, foram elevadas à categoria de freguesias Sant'Anna de Paranahyba (Paranaíba) e a Povoação do Pequiry (Santa Cruz do Pequiry). A mesma lei ainda ordenava que fosse transferida a Freguesia de Dom Pedro Segundo, para a estrada que seguia para as províncias de São Paulo e de Minas Gerais, que a mesma fosse estabelecida entre as recém criadas freguesias. Não obstante, a Lei Provincial nº 4, de 08 de abril de 1843, suprimiu a Freguesia de Dom Pedro Segundo, e, em seu lugar criou outra, agora em São Gonçalo do Porto (Cuiabá).
Pela Resolução n° 9, de 30 de julho de 1847, as Freguesias de Sant'Anna de Paranahyba, Nossa Senhora da Conceição de Albuquerque e Nossa Senhora do Carmo de Miranda foram transferidas de Cuiabá (município do qual faziam parte até então) para o município de Poconé, fato este que não agradou a população das referidas freguesias e que gerou vários protestos por parte da mesma, até que a Lei Provincial de nº 2, de 31 de maio de 1850, as devolveu ao município de origem (Cuiabá).
No ano de 1850, foram elevadas à condição de Vila (equivalente ao Município) as freguesias de São Luiz do Paraguay (então freguesia de São Luiz de Villa Maria, atual Cáceres) através da Lei n° 8, de 01 de julho de 1850, desmembrada do município de Poconé, e Nossa Senhora da Conceição de Albuquerque, desmembrada de Cuiabá, e compreendendo as Freguesias de Nossa Senhora da Conceição de Albuquerque, Sant'Anna de Paranahyba e Nossa Senhora do Carmo de Miranda, através da Lei Provincial nº 12, de 06 de julho de 1850. Entretanto ambas as vilas foram extintas, através da Resolução n° 01, de 18 de junho de 1851, e suas freguesias retornaram aos municípios de origem.
A Lei Provincial nº 01, de 02 de junho de 1857, criou a Villa de Nossa Senhora do Carmo de Miranda, na respectiva freguesia e, também se incluíam as freguesias de Nossa Senhora da Conceição de Albuquerque e Sant'Anna de Paranahyba. Mas aproximadamente um mês depois, pela Lei Provincial nº 05, de 06 de julho de 1857, foi desmembrada a Freguesia de Sant'Anna de Paranahyba, que juntamente com a freguesia de Santa Cruz do Pequiry, passaram a constituir a Villa de Sant'Anna de Paranahyba.
Devido ao maior desenvolvimento da povoação de Albuquerque Velho (Corumbá) com relação ao Albuquerque Novo (Albuquerque), a Resolução nº 7, de 06 de julho de 1854, determinava que caso fosse instalada a mesa de rendas na antiga povoação, a sede da freguesia deveria ser transferida para a mesma. Mas a dita transferência não chegou a ser efetivada, pois pela Lei Provincial nº 6, de 10 de julho de 1862, a antiga povoação de Albuquerque foi elevada a categoria de Vila, com o nome de Santa Cruz de Corumbá, desmembrada da Vila de Nossa Senhora do Carmo de Miranda. A mesma lei extinguia a freguesia de Santa Cruz do Pequiry (anexando sua área à nova Vila), e desmembrava a freguesia de Nossa Senhora da Conceição de Albuquerque, para a criação da freguesia de Santa Cruz de Corumbá, na antiga povoação. Portanto, a nova vila ficou constituída de duas Freguesias, a de Nossa Senhora da Conceição de Albuquerque e a de Santa Cruz de Corumbá.
Guerra do Paraguai, no ano de 1865, as tropas do exército paraguaio invadem o sul da então província de Mato Grosso, a primeira frente toma a Vila de Santa Cruz de Corumbá e freguesia de Nossa Senhora da Conceição de Albuquerque, e uma segunda frente tomam a Vila de Nossa Senhora do Carmo de Miranda e o Posto Militar de Nioac, a população das vilas fogem, morrem ou são levadas presas à Assunção, naquele mesmo ano a varíola assola a Vila de Santa Cruz de Corumbá. Diante deste fato, da inviabilidade das referidas vilas de se manterem, o governo provincial, pela Lei Provincial n° 5, de 11 de novembro de 1869, decide suprimir as Vilas de Nossa Senhora do Carmo de Miranda e a Vila de Santa Cruz de Corumbá, também é suprimida. Ambas as freguesias são reincorporadas ao município de Cuiabá. A freguesia de Nossa Senhora da Conceição de Albuquerque, que já passava por um esvaziamento e perda de importância há vários anos, é extinta e seu território anexado ao da freguesia de Vila de Santa Cruz de Corumbá, pela Lei Provincial n°2, de 1869, alguns dias antes. Passados dois anos da supressão, as freguesias esboçam sinais de recuperação, diante disso, pela Lei Provincial nº 7, de 07 de outubro de 1871, As Vilas de Nossa Senhora do Carmo de Miranda e Santa Cruz de Corumbá foram restauradas. 
Desde a década de 1840, a província de Goyaz reclamava como sua as terras compreendidas entre foz do Rio das Mortes à sua nascente, seguindo por uma reta até a nascente do rio Pardo até sua foz, o que compreendia as freguesias de Sant’Anna do Paranahyba e Santa Cruz do Pequiry. Neste intuito, a fim de assegurar domínio sobre a referida área, cria, em terras matogrossenses, a freguesia de Nossa Senhora das Dores do Coxim, pelo Decreto da Lei n. 458 de 30 de setembro 1870 daquela província, fato este que foi veementemente rejeitado pelo governo matogrossense. Diante disso, o governo eleva o núcleo de Coxim (surgido por volta de 1863) à condição de Freguesia São José de Herculânea, jurisdição da Vila de Corumbá, através da Lei Provincial nº 1 de 6 de novembro de 1872.
Após ser invadida pelo exercito paraguaio, em 1865, a povoação de Nioac volta a se desenvolver, na década de 1870, tanto que pela Lei Provincial nº 564, de 20 de maio de 1877, é elevada a categoria de freguesia, desmembrada da freguesia de Nossa Senhora do Carmo de Miranda, com o nome de Santa Rita de Levergéria, em homenagem à Augusto Leverger, o Barão de Melgaço.
Desde então, diversos municípios foram criados a partir de sucessivos desmembramentos ao longo dos anos, sendo o mais novo a ser criado em 2013 (Paraíso das Águas). O maior município do estado é Corumbá, que cobre uma área de 65165.8 km² (também o maior município do Brasil fora da região Norte), e o menor é Douradina, com 281,4 km². Já o município mais populoso é a capital Campo Grande com 787 204 habitantes e o menos populoso é Figueirão com 2 927 habitantes.

## Municípios
| #  | Município                | Código IBGE | Localização | Bandeira | Brasão |
| -- | ------------------------ | ----------- | ----------- | -------- | ------ |
| 1  | Água Clara               | 5000203     |             |          |        |
| 2  | Alcinópolis              | 5000252     |             |          |        |
| 3  | Amambai                  | 5000609     |             |          |        |
| 4  | Anastácio                | 5000708     |             |          |        |
| 5  | Anaurilândia             | 5000807     |             |          |        |
| 6  | Angélica                 | 5000856     |             |          |        |
| 7  | Antônio João             | 5000906     |             |          |        |
| 8  | Aparecida do Taboado     | 5001003     |             |          |        |
| 9  | Aquidauana               | 5001102     |             |          |        |
| 10 | Aral Moreira             | 5001243     |             |          |        |
| 11 | Bandeirantes             | 5001508     |             |          |        |
| 12 | Bataguassu               | 5001904     |             |          |        |
| 13 | Batayporã                | 5002001     |             |          |        |
| 14 | Bela Vista               | 5002100     |             |          |        |
| 15 | Bodoquena                | 5002159     |             |          |        |
| 16 | Bonito                   | 5002209     |             |          |        |
| 17 | Brasilândia              | 5002308     |             |          |        |
| 18 | Caarapó                  | 5002407     |             |          |        |
| 19 | Camapuã                  | 5002605     |             |          |        |
| 20 | Campo Grande             | 5002704     |             |          |        |
| 21 | Caracol                  | 5002803     |             |          |        |
| 22 | Cassilândia              | 5002902     |             |          |        |
| 23 | Chapadão do Sul          | 5002951     |             |          |        |
| 24 | Corguinho                | 5003108     |             |          |        |
| 25 | Coronel Sapucaia         | 5003157     |             |          |        |
| 26 | Corumbá                  | 5003207     |             |          |        |
| 27 | Costa Rica               | 5003256     |             |          |        |
| 28 | Coxim                    | 5003306     |             |          |        |
| 29 | Deodápolis               | 5003454     |             |          |        |
| 30 | Dois Irmãos do Buriti    | 5003488     |             |          |        |
| 31 | Douradina                | 5003504     |             |          |        |
| 32 | Dourados                 | 5003702     |             |          |        |
| 33 | Eldorado                 | 5003751     |             |          |        |
| 34 | Fátima do Sul            | 5003801     |             |          |        |
| 35 | Figueirão                | 5003900     |             |          |        |
| 36 | Glória de Dourados       | 5004007     |             |          |        |
| 37 | Guia Lopes da Laguna     | 5004106     |             |          |        |
| 38 | Iguatemi                 | 5004304     |             |          |        |
| 39 | Inocência                | 5004403     |             |          |        |
| 40 | Itaporã                  | 5004502     |             |          |        |
| 41 | Itaquiraí                | 5004601     |             |          |        |
| 42 | Ivinhema                 | 5004700     |             |          |        |
| 43 | Japorã                   | 5004809     |             |          |        |
| 44 | Jaraguari                | 5004908     |             |          |        |
| 45 | Jardim                   | 5005004     |             |          |        |
| 46 | Jateí                    | 5005103     |             |          |        |
| 47 | Juti                     | 5005152     |             |          |        |
| 48 | Ladário                  | 5005202     |             |          |        |
| 49 | Laguna Carapã            | 5005251     |             |          |        |
| 50 | Maracaju                 | 5005400     |             |          |        |
| 51 | Miranda                  | 5005608     |             |          |        |
| 52 | Mundo Novo               | 5005681     |             |          |        |
| 53 | Naviraí                  | 5005707     |             |          |        |
| 54 | Nioaque                  | 5005806     |             |          |        |
| 55 | Nova Alvorada do Sul     | 5006002     |             |          |        |
| 56 | Nova Andradina           | 5006200     |             |          |        |
| 57 | Novo Horizonte do Sul    | 5006259     |             |          |        |
| 58 | Paraíso das Águas        | 5006275     |             |          |        |
| 59 | Paranaíba                | 5006309     |             |          |        |
| 60 | Paranhos                 | 5006358     |             |          |        |
| 61 | Pedro Gomes              | 5006408     |             |          |        |
| 62 | Ponta Porã               | 5006606     |             |          |        |
| 63 | Porto Murtinho           | 5006903     |             |          |        |
| 64 | Ribas do Rio Pardo       | 5007109     |             |          |        |
| 65 | Rio Brilhante            | 5007208     |             |          |        |
| 66 | Rio Negro                | 5007307     |             |          |        |
| 67 | Rio Verde de Mato Grosso | 5007406     |             |          |        |
| 68 | Rochedo                  | 5007505     |             |          |        |
| 69 | Santa Rita do Pardo      | 5007554     |             |          |        |
| 70 | São Gabriel do Oeste     | 5007695     |             |          |        |
| 71 | Selvíria                 | 5007703     |             |          |        |
| 72 | Sete Quedas              | 5007802     |             |          |        |
| 73 | Sidrolândia              | 5007901     |             |          |        |
| 74 | Sonora                   | 5007935     |             |          |        |
| 75 | Tacuru                   | 5007950     |             |          |        |
| 76 | Taquarussu               | 5007976     |             |          |        |
| 77 | Terenos                  | 5008008     |             |          |        |
| 78 | Três Lagoas              | 5008305     |             |          |        |
| 79 | Vicentina                | 5008404     |             |          |        |